# فلاديمير بيلغوي
فلاديمير بيلغوي، من مواليد 26 يناير [1948]، لاعب كرة قدم سوفييتي سابق، ومدرب كرة قدم روسي سابق.
لعب مع منتخب الاتحاد السوفييتي لكرة القدم.

## روابط خارجية
- فلاديمير بيلغوي على موقع الاتحاد الدولي (مؤرشف)  (الإنجليزية)
- فلاديمير بيلغوي على موقع قاعدة بيانات كرة القدم.إي يو (الإنجليزية)
- فلاديمير بيلغوي على موقع ناشيونال فوتبول تيمز (الإنجليزية)
- فلاديمير بيلغوي على موقع عالم كرة القدم.نت (الإنجليزية)
- فلاديمير بيلغوي على موقع اللجنة الأولمبية الدولية (الإنجليزية)
- فلاديمير بيلغوي على موقع أوليمبيديا (الإنجليزية)